# 左沢駅
左沢駅（あてらざわえき）は、山形県西村山郡大江町大字左沢字前田にある、東日本旅客鉄道（JR東日本）左沢線の駅。同線の終着駅。難読駅の一つである。

## 歴史
- 1922年（大正11年）4月23日：左沢軽便線の寒河江駅 - 当駅間の延伸に伴い開業[2]。
- 1982年（昭和57年）11月5日：貨物の取り扱いを廃止[2]。
- 1984年（昭和59年）2月1日：荷物の扱いを廃止[2]。
- 1987年（昭和62年）4月1日：国鉄分割民営化により東日本旅客鉄道の駅となる[2]。
- 2001年（平成13年）7月：寒河江駅移転工事に伴い、羽前長崎駅 - 当駅間でバス代行を実施[4]。当駅への列車の発着が休止。
  - 工事中はそれまでの木造駅舎に代わりプレハブの仮駅舎を使用していた。
- 2002年（平成14年）2月16日：上記工事が完了し、列車の運行が再開される[4][5]。現在の駅舎も使用開始。
- 2003年（平成15年）：新駅舎が鉄道建築協会賞（推薦）を受賞。
- 2014年（平成26年）6月1日：業務委託化[4]。
- 2021年（令和3年）
  - 10月31日：みどりの窓口の営業を終了[6]。
  - 11月1日：簡易委託化[3][7][8]。
- 2024年（令和6年）10月1日：えきねっとQチケのサービスを開始[1][9]。

## 駅構造
単式ホーム1面1線をもつ地上駅である。留置線が1線ある。行き止まりの配線となっており、左沢線の線路は構内で途切れている。線路脇の空き地は、かつて貨物を扱うための設備があったところである。
2002年（平成14年）に供用を開始した現在の駅舎は、大江町交流ステーションとの合築である。円柱の上に円錐が乗っているような場所の辺りが交流ステーション、写真右手の平屋が表に出ている部分が純粋な意味での駅舎となっている。交流ステーション内には、町営の売店（駄菓子や雑貨から町の物産まで扱っている）や大江町で毎年9月に行われる「おおえ秋まつり」に関する展示ホール（囃子屋台や獅子舞の現物を展示している。円柱部分はまさにこのホールである）、大江町の商工会・会議室・多目的ホールが入っている。純粋に駅舎として使用されている部分には、出札窓口や待合所などがある。
寒河江駅が管理する簡易委託駅である。大江町が受託し、大江町産業振興公社が切符の販売などを行なっており、出札窓口が設置されている。自動券売機や自動改札機は設置されていない。早朝・夕方以降は無人となり、ワンマン列車において乗車時は車内で整理券を取り、降車時は運賃箱に切符や運賃を入れる（車掌乗務、あるいは特別改札を行う場合はこの限りではない）。駅前広場が整備されており、山交バス（宮宿〈朝日町〉行き）などの発着もある。
最終列車は旅客扱い終了後、夜間滞泊は行わず寒河江駅に回送される（同様に当駅発の一番列車も同所から回送される）。

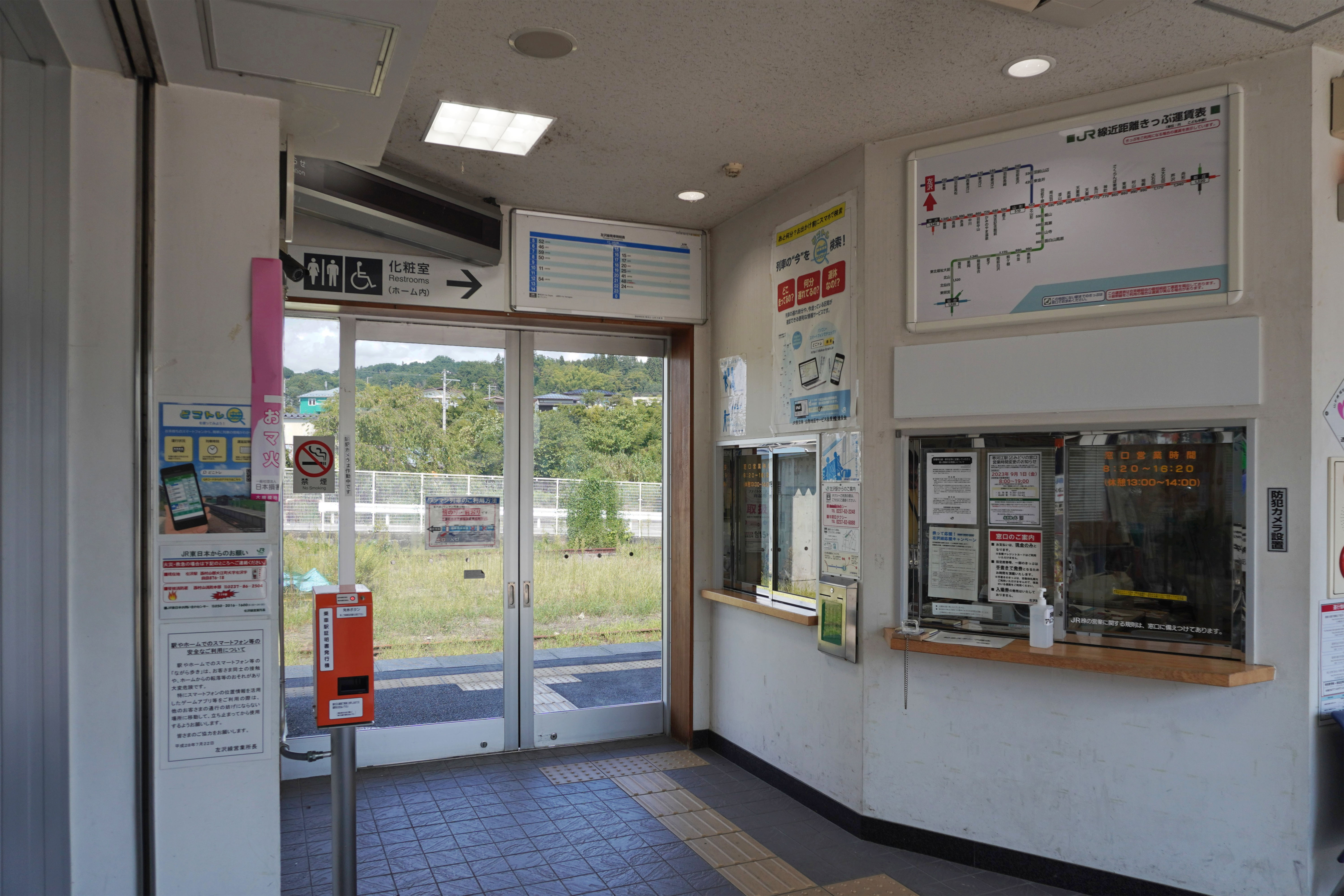
改札口（2023年9月）
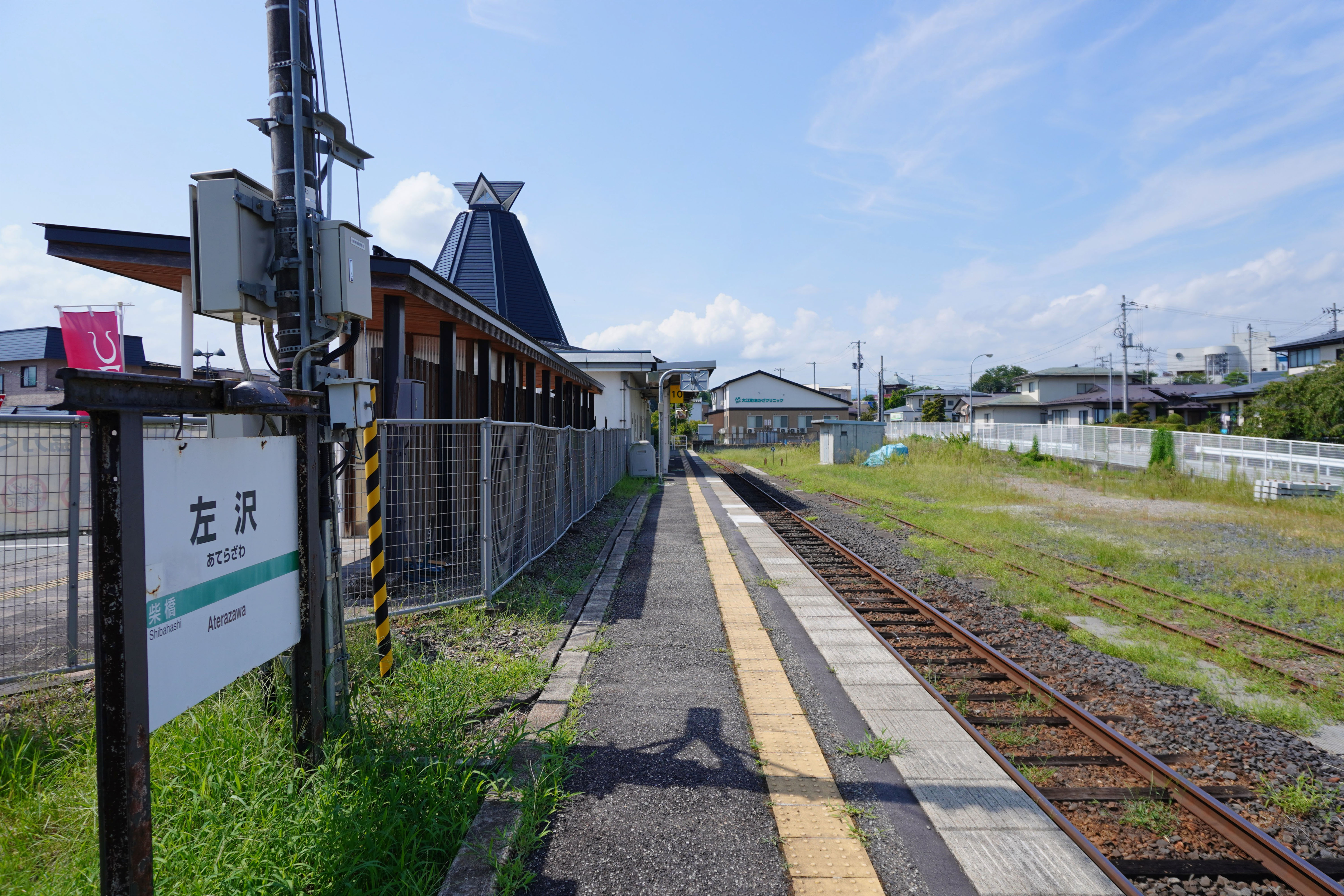
ホーム（2023年9月）

## 利用状況
JR東日本によると、2023年度（令和5年度）の1日平均乗車人員は251人である。
2000年度（平成12年度）以降の推移は以下のとおりである。
| 1日平均乗車人員推移 | 1日平均乗車人員推移 | 1日平均乗車人員推移 | 1日平均乗車人員推移 | 1日平均乗車人員推移 |
| 年度                | 定期外              | 定期                | 合計                | 出典                |
| ------------------- | ------------------- | ------------------- | ------------------- | ------------------- |
| 2000年（平成12年）  |                     |                     | 487                 | [ 利用客数 2 ]      |
| 2001年（平成13年）  |                     |                     | 402                 | [ 利用客数 3 ]      |
| 2002年（平成14年）  |                     |                     | 456                 | [ 利用客数 4 ]      |
| 2003年（平成15年）  |                     |                     | 463                 | [ 利用客数 5 ]      |
| 2004年（平成16年）  |                     |                     | 466                 | [ 利用客数 6 ]      |
| 2005年（平成17年）  |                     |                     | 443                 | [ 利用客数 7 ]      |
| 2006年（平成18年）  |                     |                     | 421                 | [ 利用客数 8 ]      |
| 2007年（平成19年）  |                     |                     | 413                 | [ 利用客数 9 ]      |
| 2008年（平成20年）  |                     |                     | 389                 | [ 利用客数 10 ]     |
| 2009年（平成21年）  |                     |                     | 396                 | [ 利用客数 11 ]     |
| 2010年（平成22年）  |                     |                     | 392                 | [ 利用客数 12 ]     |
| 2011年（平成23年）  |                     |                     | 387                 | [ 利用客数 13 ]     |
| 2012年（平成24年）  | 68                  | 309                 | 378                 | [ 利用客数 14 ]     |
| 2013年（平成25年）  | 63                  | 294                 | 357                 | [ 利用客数 15 ]     |
| 2014年（平成26年）  | 62                  | 267                 | 330                 | [ 利用客数 16 ]     |
| 2015年（平成27年）  | 59                  | 252                 | 311                 | [ 利用客数 17 ]     |
| 2016年（平成28年）  | 56                  | 253                 | 309                 | [ 利用客数 18 ]     |
| 2017年（平成29年）  | 58                  | 248                 | 306                 | [ 利用客数 19 ]     |
| 2018年（平成30年）  | 57                  | 253                 | 311                 | [ 利用客数 20 ]     |
| 2019年（令和元年）  | 52                  | 244                 | 297                 | [ 利用客数 21 ]     |
| 2020年（令和02年）  | 24                  | 218                 | 243                 | [ 利用客数 22 ]     |
| 2021年（令和03年）  | 25                  | 230                 | 255                 | [ 利用客数 23 ]     |
| 2022年（令和04年）  | 35                  | 229                 | 264                 | [ 利用客数 24 ]     |
| 2023年（令和05年）  | 42                  | 208                 | 251                 | [ 利用客数 1 ]      |

## 駅周辺
周辺は大江町の中心部で、民家や商店などが立ち並ぶ。町は当駅を中心とした観光の促進に取り組み、駅前には主な観光地への地図などが整備されている。
- 大江町役場
- 大江町立左沢小学校
- 左沢郵便局
- 大江町立大江中学校
- 寒河江警察署大江交番
- 国道458号線
  - 旧最上橋
- 山形県道23号天童大江線
- 山形県道9号長井大江線
- 山形県道112号左沢浮島線
- 月布川
- 最上川
- 左沢温泉
- 舟唄温泉 - 道の駅おおえ
- 楯山公園 - かつて大江町一帯を治めた大江氏の山城の址にある公園である。このあたりが最上川舟唄の発祥地であり、この公園の中にはそのことを示す記念碑もある。左沢駅からおよそ2キロメートルほどである。
- 桜町渡船跡 - 左沢の町が古来最上川の舟運の集散地として栄えたということを示す渡船跡である。現在は川べりに「桜町渡船場」の碑が残るのみとなっているが夏にはこの場所で花火大会なども催され大江町の観光スポットともなっている。
- 原町通り - 城下町左沢の昔ながらの風情を色濃く残す旧問屋街で古くからの家屋や蔵が今もなお当時のまま軒を連ねている。
- 大江町歴史民俗資料館 - 今からおよそ400年前に建てられた名主の家を移築した建物を持ちそれが大江町の文化財に指定されている昔の生活をしのび農具や民具を展示する資料館である。
- 左沢陣屋跡
- 山形県立左沢高等学校
- 山形銀行 左沢支店
- きらやか銀行 左沢支店
- JAさがえ西村山 左沢支所

## 隣の駅
東日本旅客鉄道（JR東日本）
■左沢線
柴橋駅 - 左沢駅

### 記事本文
1. 1 2 3 4  「駅の情報（左沢駅）：JR東日本」東日本旅客鉄道。2024年8月27日時点のオリジナルよりアーカイブ。2024年9月18日閲覧。
2. 1 2 3 4 5  石野哲 編『停車場変遷大事典 国鉄・JR編』 II（初版）、JTB、1998年10月1日、547頁。ISBN 978-4-533-02980-6。
3. 1 2 3 4  「広報おおえ令和3年10月号（No.728）> JR左沢駅の営業について (PDF)」大江町役場総務課、2021年10月10日、15頁。2021年10月17日閲覧。
4. 1 2 3  「山形県の鉄道輸送 (PDF)」『山形県』山形県鉄道利用・整備強化促進期成同盟会、2024年6月、62頁。2025年4月8日閲覧。
5. ↑  「鉄道記録帳2002年2月」『RAIL FAN』第49巻第5号、鉄道友の会、2002年5月1日、24頁。
6. ↑  「駅の情報（左沢駅）：JR東日本」東日本旅客鉄道。2021年10月18日時点のオリジナルよりアーカイブ。2021年10月18日閲覧。
7. 1 2 3 4  「左沢駅、活気よ再び 大江町、JRから運営委託で有人継続」『山形新聞』山形新聞社、2021年11月2日。オリジナルの2021年11月3日時点におけるアーカイブ。2021年11月3日閲覧。
8. 1 2 3  「JR東、左沢駅を無人化意向 大江町、委託受け人員配置へ」『山形新聞』山形新聞社、2021年6月4日。オリジナルの2021年6月4日時点におけるアーカイブ。2021年6月4日閲覧。
9. ↑  「Suicaエリア外もチケットレスで! 東北エリアから「えきねっとQチケ」がはじまります (PDF)」（プレスリリース）、東日本旅客鉄道、2024年7月11日。2024年8月10日閲覧。

### 利用状況
1. 1 2  「各駅の乗車人員 2023年度 101位以下（7）| 企業サイト：JR東日本」東日本旅客鉄道。2025年7月26日閲覧。
2. ↑  「JR東日本：各駅の乗車人員（2000年度）」東日本旅客鉄道。2025年7月26日閲覧。
3. ↑  「JR東日本：各駅の乗車人員（2001年度）」東日本旅客鉄道。2025年7月26日閲覧。
4. ↑  「JR東日本：各駅の乗車人員（2002年度）」東日本旅客鉄道。2025年7月26日閲覧。
5. ↑  「JR東日本：各駅の乗車人員（2003年度）」東日本旅客鉄道。2025年7月26日閲覧。
6. ↑  「JR東日本：各駅の乗車人員（2004年度）」東日本旅客鉄道。2025年7月26日閲覧。
7. ↑  「JR東日本：各駅の乗車人員（2005年度）」東日本旅客鉄道。2025年7月26日閲覧。
8. ↑  「JR東日本：各駅の乗車人員（2006年度）」東日本旅客鉄道。2025年7月26日閲覧。
9. ↑  「JR東日本：各駅の乗車人員（2007年度）」東日本旅客鉄道。2025年7月26日閲覧。
10. ↑  「JR東日本：各駅の乗車人員（2008年度）」東日本旅客鉄道。2025年7月26日閲覧。
11. ↑  「JR東日本：各駅の乗車人員（2009年度）」東日本旅客鉄道。2025年7月26日閲覧。
12. ↑  「JR東日本：各駅の乗車人員（2010年度）」東日本旅客鉄道。2025年7月26日閲覧。
13. ↑  「JR東日本：各駅の乗車人員（2011年度）」東日本旅客鉄道。2025年7月26日閲覧。
14. ↑  「JR東日本：各駅の乗車人員（2012年度）」東日本旅客鉄道。2025年7月26日閲覧。
15. ↑  「各駅の乗車人員 2013年度 ベスト100以外（7）：JR東日本」東日本旅客鉄道。2025年7月26日閲覧。
16. ↑  「各駅の乗車人員 2014年度 ベスト100以外（7）：JR東日本」東日本旅客鉄道。2025年7月26日閲覧。
17. ↑  「各駅の乗車人員 2015年度 ベスト100以外（7）：JR東日本」東日本旅客鉄道。2025年7月26日閲覧。
18. ↑  「各駅の乗車人員 2016年度 ベスト100以外（7）：JR東日本」東日本旅客鉄道。2025年7月26日閲覧。
19. ↑  「各駅の乗車人員 2017年度 ベスト100以外（7）：JR東日本」東日本旅客鉄道。2025年7月26日閲覧。
20. ↑  「各駅の乗車人員 2018年度 ベスト100以外（7）：JR東日本」東日本旅客鉄道。2025年7月26日閲覧。
21. ↑  「各駅の乗車人員 2019年度 ベスト100以外（7）：JR東日本」東日本旅客鉄道。2025年7月26日閲覧。
22. ↑  「各駅の乗車人員 2020年度 101位以下（7）| 企業サイト：JR東日本」東日本旅客鉄道。2025年7月26日閲覧。
23. ↑  「各駅の乗車人員 2021年度 101位以下（7）| 企業サイト：JR東日本」東日本旅客鉄道。2025年7月26日閲覧。
24. ↑  「各駅の乗車人員 2022年度 101位以下（7）| 企業サイト：JR東日本」東日本旅客鉄道。2025年7月26日閲覧。